# Hindu Love Gods (álbum)
Hindu Love Gods es el décimo disco de Warren Zevon, lanzado originalmente por la discográfica Giant el 5 de octubre de 1990 si bien fue concebido originalmente en 1984 durante las sesiones de grabación del disco Reckoning de R.E.M..
El disco se lanzó después de que volvieran a reencontrarse ambos en Sentimental Hygiene, para el que Zevon se rodeó de un gran elenco de artistas entre los que volvieron a repetir los ya nombrados miembros de R.E.M.: Peter Buck, Mike Mills y Bill Berry. 
De dichas sesiones, salieron un buen número de versiones de artistas tan dispares como Bo Diddley o Prince. Lo que fue un divertimento nocturno entre amigos, la discográfica lo quiso convertir en dinero, aprovechando la creciente popularidad de R.E.M. a principio de los años 90, lo que originó un malentendido entre la banda de Georgia y el propio Zevon al que acusaron de querer sacar tajada, aunque tras un tiempo, las relaciones entre ambos volvieron a ser correctas.
El título del disco, es el nombre con que se bautizó a la banda, formada por el grupo de músicos que participan en el disco más Michael Stipe y Bryan Cook, que dio un par de conciertos en febrero de 1984 en el 40 Watt Club de Athens. Ambos conciertos, llenos de versiones de The Troggs, Patti Smith, The Monkees, The Beatles o del propio Zevon, (que pueden ser encontrados en su correspondiente bootleg), fueron un auténtico revulsivo para el cantautor, que acababa de salir de una profunda crisis personal que le había llevado incluso a un intento de suicidio.

## Canciones
1. "Walking Blues" (Robert Johnson) – 4:12
2. "Traveling Riverside Blues" (Johnson) – 4:02
3. "Raspberry Beret" (Prince) – 3:53
4. "Crosscut Saw" (Fred Ingrahm, Bill Sanders) – 3:06
5. "Junko Partner" (Bob Shad) – 2:39
6. "Mannish Boy" (Bo Diddley, Melvin London, Muddy Waters) – 6:57
7. "Wang Dang Doodle" (Willie Dixon) – 3:51
8. "Battleship Chains" (Terry Anderson) – 3:06
9. "I'm a One Woman Man" (Tillman Franks, Johnny Horton) – 2:16
10. "Vigilante Man" (Woody Guthrie) – 2:56

## Músicos
- Bill Berry - batería
- Peter Buck - guitarra
- Mike Mills - bajo
- Warren Zevon - guitarra, voz

## Producción
- Productores: Niko Bolas, Andrew Slater
- Ingenieros de Sonido: Niko Bolas, Richard Landers, Rail Jon Rogut, Bob Vogt

- Datos: Q5766347